# Bright Beck
Der Bright Beck ist ein Wasserlauf im Lake District, Cumbria, England.
Der Bright Beck entsteht nördlich des Pavey Ark, den er an seiner Ostseite umfließt, um in den Stickle Tarn zu münden.